# 五蕊柳
五蕊柳（学名：Salix pentandra）为杨柳科柳属的植物。分布在朝鲜、蒙古、俄罗斯、欧洲以及中国大陆的新疆、吉林、内蒙古、河北、辽宁、陕西、山西、黑龙江等地，生长于海拔600米至1,200米的地区，一般生于河边、山地林间的水甸子、山坡路旁、山谷林缘以及草甸子中，目前尚未由人工引种栽培。

## 异名
- Salix pentandra L. var. intermedia Nakai
- Salix pentandra L. var. obovata C. Y. Yu